# Carcellia opiter
Carcellia opiter là một loài ruồi trong họ Tachinidae.